# Giedrius Titenis

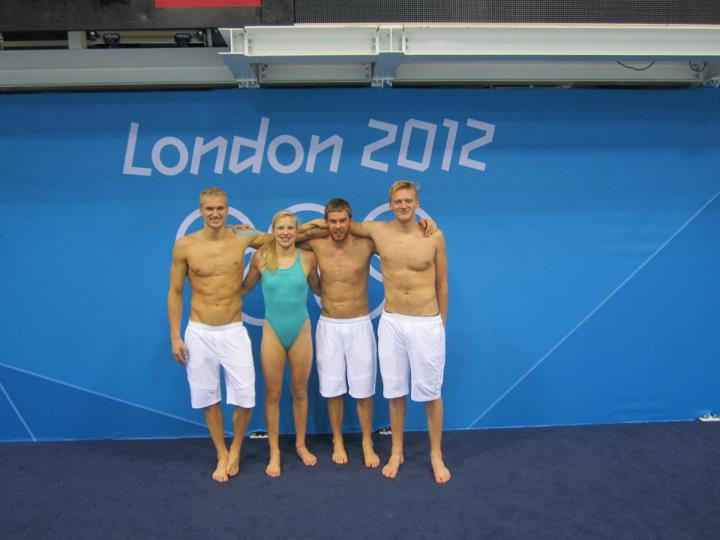
Giedrius Titenis (re.) bei den Olympischen Spielen 2012

Giedrius Titenis (* 21. Juli 1989 in Anykščiai) ist ein litauischer Brustschwimmer. Zu seinen größten Erfolgen zählt der Vizeeuropameistertitel über 50 m Brust bei den Schwimmeuropameisterschaften 2014 in Berlin.

## Erfolge
Bei diesem Wettkampf unterlag er in 27,34 s nur dem Weltrekordler über diese Strecke aus dem Vorlauf, dem Engländer Adam Peaty (27,00), und verwies den Slowenen Damir Dugonjič (27,48) auf den dritten Platz. Für Titenis gab es in Berlin auch noch über 100 und 200 m zweimal die Bronzemedaille: über 100 m in 59,61 s wiederum hinter Peaty (59,43) und dessen Landsmann Ross Murdoch (59,43), über 200 m hinter Marco Koch (2:07,47 min) und erneut Murdoch (2:07,77) in 2:08,93 min.
Bei den Schwimmweltmeisterschaften 2009 in Rom hatte Titenis bereits Bronze über 200 m errungen in 2:07,80 auf die Hundertstelsekunde ex aequo mit dem Australier Christian Sprenger. Hier siegte der Ungar Dániel Gyurta in Europarekordzeit von 2:07,64 vor dem US-Amerikaner Eric Shanteau (2:07,65).
Nach einem insgesamt 12. Platz über 100 m Brust bei den Olympischen Sommerspielen 2008 in Peking belegte Titenis bei den Olympischen Sommerspielen 2012 in London über 100 m in 60,84 s im Endlauf den achten und letzten Platz; hier siegte in Weltrekordzeit der Südafrikaner Cameron van der Burgh (58,46).
Während der Eröffnungsfeier der Olympischen Sommerspiele 2020 war er gemeinsam mit der Judoka Sandra Jablonskytė der Fahnenträger seiner Nation.